# ブカブカ
ブカブカ（ぶかぶか）は、日本の元アイドルグループ。1992年に「欽ちゃん劇団」に所属する4名で結成し、1993年にCDデビュー。1996年に解散。当時の所属事務所は浅井企画、所属レコード会社はソニー・ミュージックレコーズ。
グループ名の命名は萩本欽一によるものであり、メンバー4人とも身長160㎝未満と小柄だったので、衣装のサイズが合わず「ブカブカ」状態だったことから。

## メンバー
| 泉田美夏（後の泉田珠華）   | リンク先参照        |
| 橋野恵美（後のはしのえみ） | リンク先参照        |
| 松田千晴                   | 1975年6月3日生まれ  |
| 渡辺恭子                   | 1975年1月28日生まれ |

## シングル
| リリース日    | 曲名                 | ASIN       | EAN           | 備考                                                                              |
| ------------- | -------------------- | ---------- | ------------- | --------------------------------------------------------------------------------- |
| 1993年11月1日 | 悲しみのゴジラ       | B000UVICXQ | 4988009375014 | 「ゴジラvsメカゴジラ」イメージソング 「邦子と徹のあんたが主役」エンディングテーマ |
| 1994年7月1日  | お気楽娘はアロハオエ | B00005N0P0 | 4988009385914 | 「ツヨシしっかりしなさい」5代目エンディングテーマ                                 |
| 1995年6月1日  | NA・N・DE?           | B000064RIK | 4988009402413 | 「気分はワイルド 〜飛び出せ大自然へ〜」オープニングテーマ                         |
| 1996年1月21日 | 負けるもんか!        | B000064RKD | 4988009414515 | 「飛べ!イサミ」2代目エンディングテーマ                                            |

## 出演
- 冒険!ゴジランド（1993年、テレビ東京系）[5][1]
- アイドルオンステージ（NHK BS2）

放送日と歌唱曲名
1993年12月19日「ブカブカのFUTURE」
1994年7月24日「夢は負けない」
1994年12月18日「夢は負けない」
1995年3月5日「夢は負けない」
1995年4月30日「愛がムズカシい」
1995年6月4日「愛がムズカシい」
1995年7月23日「愛がムズカシい」
1996年3月3日「負けるもんか！」